# Нова Метча
Нова Метча (біл. вёска Новая Мётча) — село в складі Борисовського району Мінської області, Білорусь. Село належало Метченській сільській раді, розташоване в східній частині області.